# 佔領運動
占领运动是發起者為表達自己對貧富差距和經濟危機處理的不滿而發起的社會運動。抗议游行是占领运动開展的手段。首次受到广泛关注的占领活动是2011年9月17日在曼哈顿下城祖科蒂公园举行的佔領華爾街。